# Giuseppe Fioroni
Giuseppe Fioroni (ur. 14 października 1958 w Viterbo) – włoski polityk, lekarz, były minister edukacji, parlamentarzysta.

## Życiorys
Ukończył medycynę na Katolickim Uniwersytecie Najświętszego Serca w Mediolanie. Specjalizował się w zakresie chirurgii. Zajął się także pracą naukową, dochodząc do stanowiska profesora.
Działalność polityczną rozpoczął w ramach Chrześcijańskiej Demokracji. Po jej rozwiązaniu znalazł się w gronie twórców Włoskiej Partii Ludowej. Od 2002 (po zjednoczeniu się PPI z innymi ugrupowaniami) należał do partii Margherita. W 2007 został członkiem Partii Demokratycznej. Wchodził w skład liczącego 45 osób komitetu organizacyjnego PD.
W latach 1989–1995 sprawował urząd burmistrza Viterbo. W 1996, 2001, 2006, 2008 i 2013 uzyskiwał mandat poselski do Izby Deputowanych XIII, XIV, XV, XVI i XVII kadencji. Po zwycięstwie L'Unione w wyborach parlamentarnych, 17 maja 2006 objął stanowisko ministra edukacji w rządzie Romano Prodiego. Funkcję tę pełnił do 8 maja 2008.